# Cuncumén
O Cuncumén é um importante conjunto de música e dança folclórica chilena. Foi nesse grupo onde atuaram importantes integrantes do movimento musical que seria conhecido como a Nueva Canción Chilena, como Rolando Alarcón e Víctor Jara.

## História
Em 1953, Sylvia Urbina, Rolando Alarcón e Alejandro Reyes participaram do Festival da Juventude pela Paz e a Amizade, em Bucareste (Romênia), como integrantes da delegação chilena, como parte do coral Pablo Vidales.
Em fevereiro de 1955, os três se reencontraram em dos cursos de folclore que Margot Loyola ministrava desde 1949 na Universidade do Chile. Nessa época foi fundado o "Conjunto de Alunos de Margot Loyola", que, por sugestão de Miguel Lawner, passou a se chamar Cuncumén, nome que em mapudungun significa "múrmurio de água".
Também em 1955, o grupo fez apresentações durante sete meses na Europa, em países como Áustria, França, Bulgária, Alemanha e União Soviética.
Posteriormente, o conjunto gravou o quinto volume da coleção "El folklore de Chile", editada por Violeta Parra, pela gravadora Odeon, com direção artística de Rubén Nouzeilles.
Em 1958, gravaram o disco: "Villancicos chilenos". Nessa época, os integrantes principais eram os fundadores: Rolando Alarcón (diretor), Sylvia Urbina, Alejandro Reyes, Jaime Rojas, Hélia Fuentes e os que passaram a integrar o conjunto em 1957: Nelly Bustamante, Juan Collao e Víctor Jara.
Em 1960:
- Clemente Izurieta, Gabriela Yáñez e Mariela Ferreira passaram integrar o conjunto, enquanto que Alejandro Reyes deixava a formação;
- Foi lançado o disco: "150 años de historia y música chilena".

Em 1961:
- foi lançado o disco: "Folklore por el conjunto Cuncumén";
- Entre maio e outubro de 1961, o conjunto fez a sua segunda viagem à Europa, juntamente com Margot Loyola, na qual fizeram apresentações na Polônia, Tchecoslováquia, Romênia, União Soviética, França e Holanda. Nessas apresentações, Víctor Jara estreava como cantor.
- Se afastaram: Sylvia Urbina, que fundou o grupo infantil: "Cuncumenitos" e Juan Collao.

Em 1962:
- foi lançado o disco: "Geografía musical de Chile";
- Rolando Alarcón, Izurieta, Gabriela Yáñez e Lucila Tápia deixaram o conjunto.

Em 1963, Víctor Jara deixou o conjunto para iniciar sua carreira solo.
Nessa época, o conjunto passou a ser dirigido por Jaime Rojas e Mariela Ferreira.
Entre 1962 e 1963, ingressaram: Arturo Urbina, Recaredo Rodríguez, Mário Sánchez, Maruja Espinoza, Lídia Durán e Ana María Báez.
Em 1964:
- foi lançado o disco: "Expresión de vida y sentimiento";
- Olga Abarca, Eugênia Contreras e Glória Cancino se juntaram ao grupo.

Em 1971, o grupo se apresentou no Equador, representando o governo de Salvador Allende.
O grupo tinha um repertório estritamente folclórico, sem canções de conteúdo político, mas, em 1973, quando ocorreu o Golpe de Estado, Mariela Ferreira foi demitida de seu cargo de professora na Universidade do Chile, sua casa foi revistada por militares, e nesse contexto, deixou o país em 7 de outubro, para exilar-se com seus dois filhos na Suécia em 1973, onde seu marido já estudava desde 1971.
O grupo atuou com alguns integrantes no exílio, fazendo, em 1974, apresentações durante seis meses na Suécia. Mariela gravou como solista e criou o "Taller Chile", que depois se chamaria "Taller Cuncumén" que editou dois discos.
Em 1992, com o restabelecimento da democracia no Chile, o grupo voltou a atuar no Chile. Nessa nova fase, o grupo gravou quatro discos, dentre eles: "Puro Neruda", de 2003. Nesses discos gravaram canções compiladas por folcloristas como: Patrícia Chavarría, Gabriela Pizarro, Carlos Martínez e Osvaldo Jaque.
Algumas canções do grupo gravadas em discos da década de 1960, foram recompilados por cantoras como Leonor Rivas, do grupo Cabrero; e Lucila Zapata, do grupo Campanário.
Em 2015, o conjunto celebrou os 60 anos de trajetória com uma exposição e concerto. Até aquele momento, o conjunto já tinha gravado 18 discos.